# Moon clip

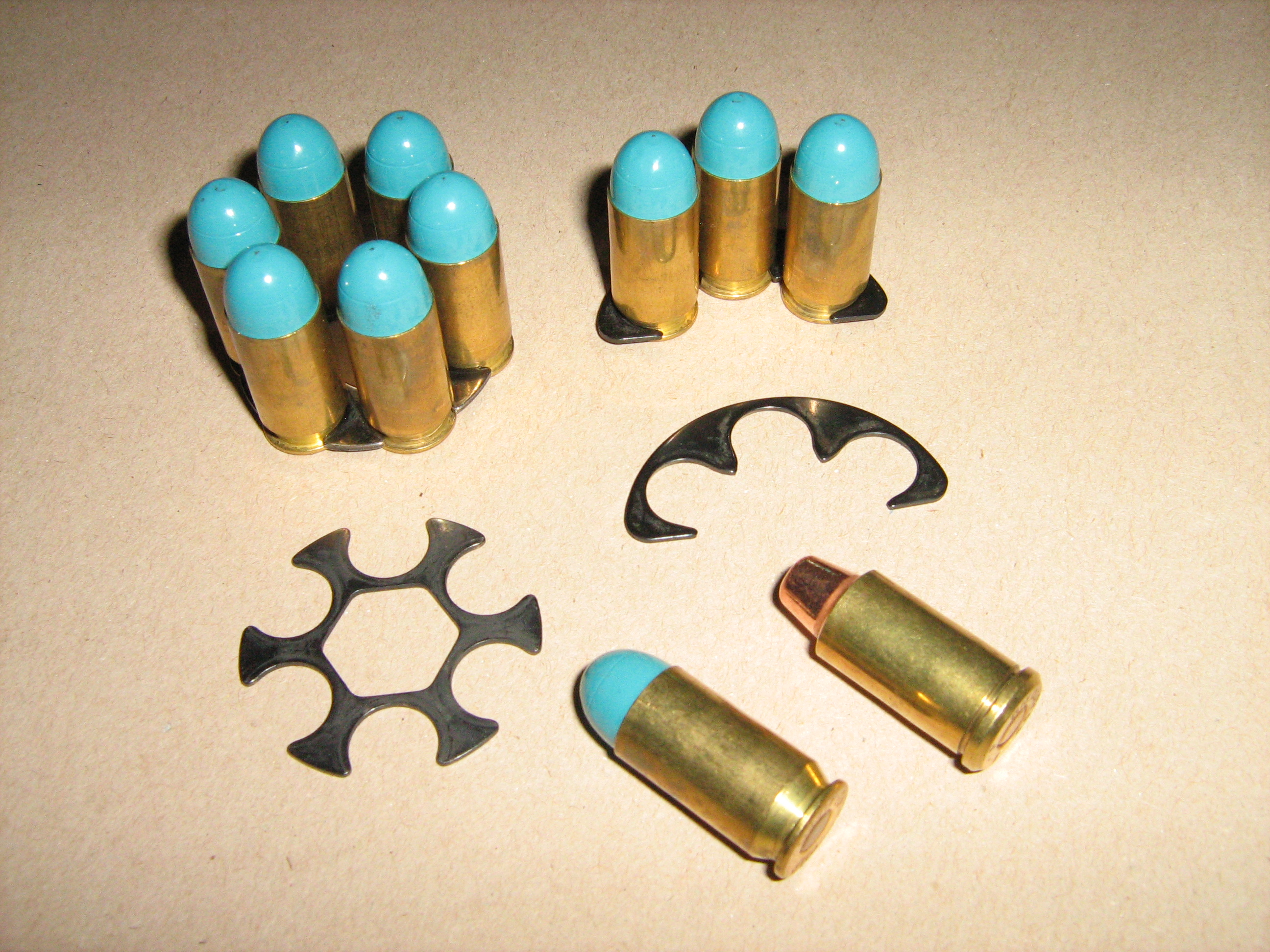
Dois exemplares de moon clips, um em "Lua cheia" e outro em "meia Lua".

Um moon clip ("clipe lua"), é geralmente, uma peça de metal em forma de "Lua cheia" ou "meia Lua" com reentrâncias para manter vários cartuchos juntos como uma unidade, para inserção e extração simultânea de um cilindro de revólver. Os moon clips atendem três finalidades: agrupar uma carga completa de cartuchos para um determinado revólver (tipo "Lua cheia") ou permitir adaptações, para cilindros de número ímpar de cartuchos (tipo "meia Lua"), ou ainda mesclar cartuchos que não foram projetados originalmente para uso em revólveres (estojos sem aro), como o 9mm ou o .45 ACP. Os moon clips são geralmente feitos de aço, embora também tenham sido produzidas versões de plástico. Ao contrário de um speedloader, um moon clip permanece no lugar durante e após o disparo, é usado para extrair dos cilindros os cartuchos vazios já deflagrados.

## Histórico

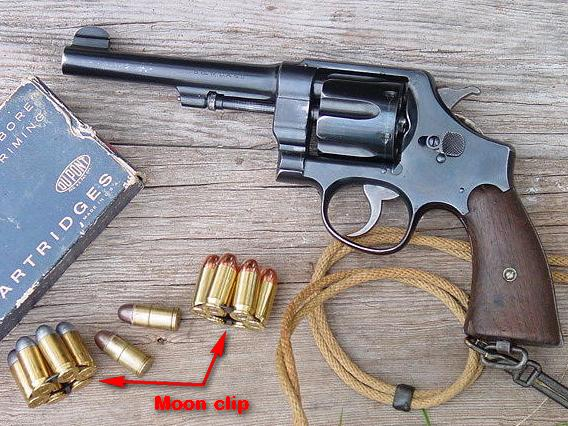
Um "1917 Revolver" da S&W com duas cargas de .45 ACP usando moon clips e dois cartuchos isolados mostrando a falta do aro.

O moon clip moderno foi criado pouco antes da Primeira Guerra Mundial, em 1908. O dispositivo então se espalhou durante a guerra, quando a relativamente nova pistola semiautomática M1911 não pôde ser fabricada com rapidez suficiente para o esforço de guerra. O Departamento de Guerra dos EUA pediu à Smith & Wesson e à Colt que inventassem maneiras de usar o cartucho de estojo sem aro do calibre .45 ACP originalmente projetado para a M1911, em seus revólveres. O resultado foi o "M1917 Revolver", empregando moon clips para solucionar o problema. A Smith & Wesson inventou e patenteou o moon clip, mas a pedido do Exército permitiu que a Colt também usasse o design gratuitamente em sua própria versão do "M1917 Revolver".
Os moon clips podem ser feitos de chapa de aço estampado, tratado termicamente para evitar ferrugem. Como alternativa, eles podem ser fabricados em aço inoxidável tratado com pré-aquecimento e cortados usando máquinas EDM ou a laser. Eles também podem ser feitos de plástico injetado, e mais recentemente usando impressora 3D. Cada processo tem seus benefícios e desvantagens, como custo e durabilidade.

## Velocidade
Os moon clips podem ser ainda mais rápidos de usar do que um speedloader com o treinamento adequado. Jerry Miculek, um atirador de revólver IPSC, demonstrou a capacidade de disparar seis tiros de um revólver .45 ACP, recarregar e disparar mais seis tiros na zona A de 6×11 polegadas de um alvo IPSC a 15 pés (4,6 m) em menos de três segundos. Essa façanha foi possível usando moon clips para permitir a ejeção rápida e confiável dos projéteis disparados e uma recarga rápida de todas as seis câmaras de uma vez.

## Uso

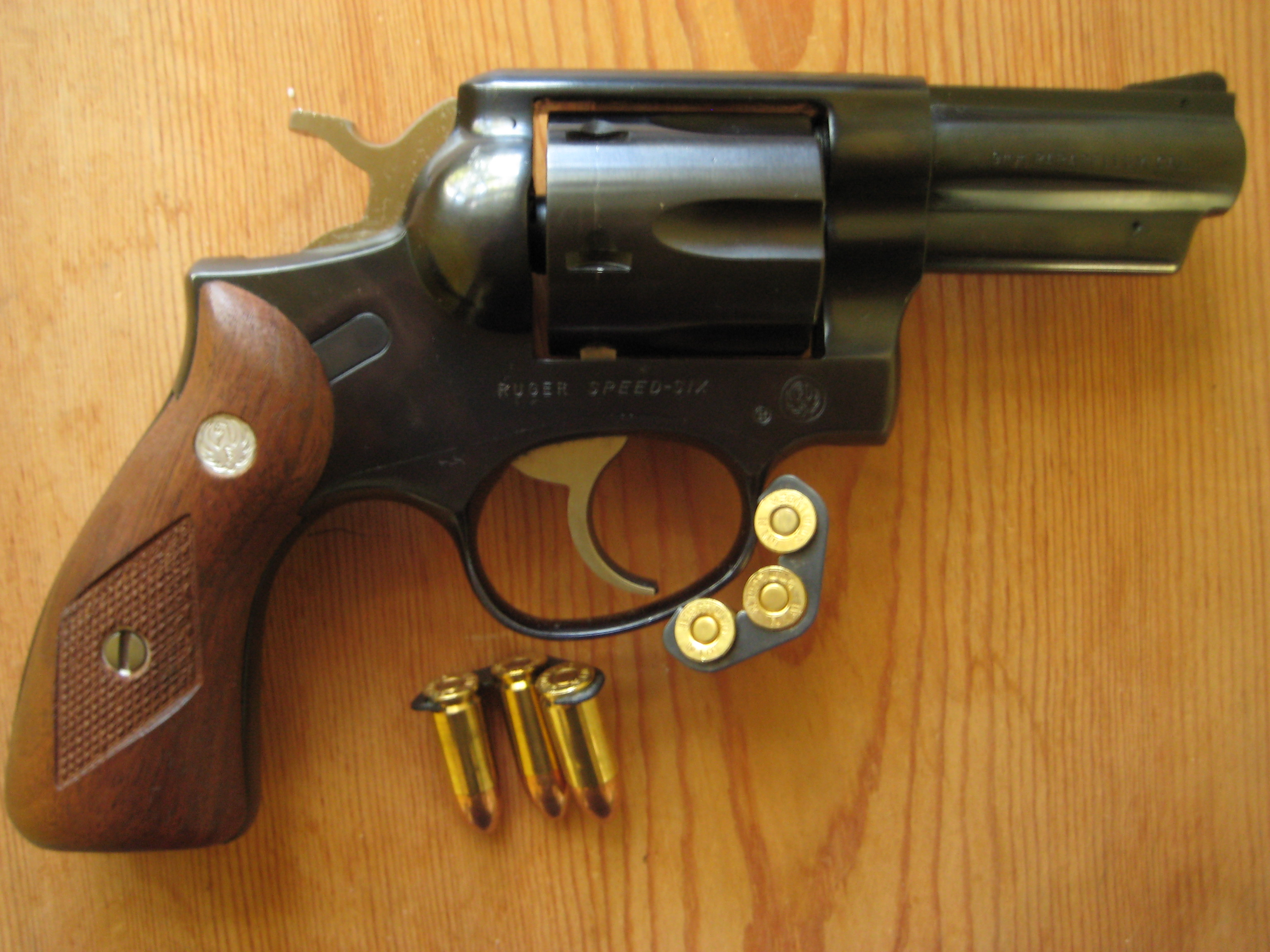
Uma rara variante do Ruger Speed Six em 9mm Parabellum, com half-moon clips.

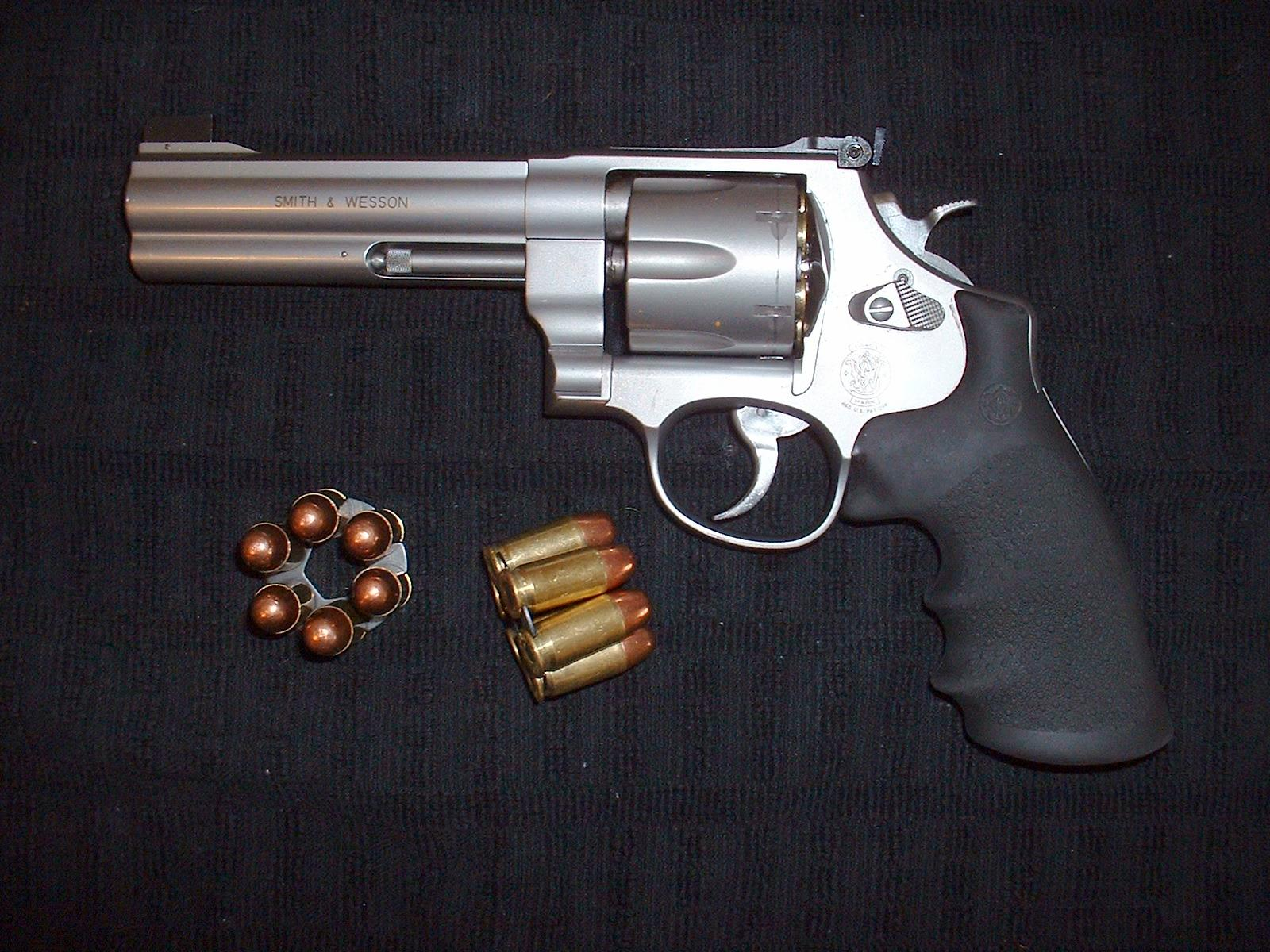
Moon clips para o .45 ACP do
Smith & Wesson Model 625.

Alguns modelos de revólver que fazem uso de moon clips:
- 9mm Luger
  - Charter Arms Pitbull
  - S&W Model 940
  - S&W Model 929
  - S&W Model 986
  - Ruger LCR
  - Ruger SP101
  - Ruger Speed-Six
  - Taurus Model 905
  - Alfa Proj. 9200 series
- 10mm Auto/.40 S&W
  - S&W Model 610
- .40 S&W
  - S&W Model 646
- .45 ACP
  - M1917 Revolver
  - Ruger Redhawk[4],[5],[6],[7]
  - S&W Model 22
  - S&W Models 25 (for blue) and 625 (for stainless)
  - S&W Governor
  - Webley Revolver (Começando com o Mark VI, que foi o padrão do Exército britânico em 1915.[8] Moonclips também podem ser usados para permitir que o .455 Webleys atire com o cartucho .45 ACP - uma adaptação comum, embora perigosa, já que a pressão padrão do .45 ACP está acima das classificações de pressão máxima para todos os modelos de revólver Webley).
- 7.62×41.5mm SP-4
  - OTs-38 Stechkin